# Gueifães
Gueifães ist ein Ort und eine ehemalige Gemeinde (Freguesia) im Norden Portugals.
Gueifães gehört zum Kreis Maia im Distrikt Porto. Die Gemeinde hatte eine Fläche von 2,9 km² und 11.992 Einwohner (Stand 30. Juni 2011).
Am 29. September 2013 wurden die Gemeinden Gueifães, Maia und Vermoim zur neuen Gemeinde Cidade da Maia zusammengeschlossen.